# Дженкила, Джон
Джон Дже́нкила (англ. John Jankila) — американский кёрлингист.
В составе мужской сборной США участник чемпионата мира 1980 (заняли пятое место). Чемпион США среди мужчин.
Играл в основном на позиции третьего.

## Достижения
- Чемпионат США по кёрлингу среди мужчин: золото (1980), серебро (1982).

## Команды
| Сезон   | Четвёртый    | Третий        | Второй        | Первый        | Турниры                       |
| ------- | ------------ | ------------- | ------------- | ------------- | ----------------------------- |
| 1979—80 | Пол Пустовар | Джон Дженкила | Гэри Клеффман | Джерри Скотт  | ЧСША 1980 · ЧМ 1980 (5 место) |
| 1981—82 | Пол Пустовар | Джон Дженкила | Vince Taddei  | Jeff Perrella | ЧСША 1982                     |

(скипы выделены полужирным шрифтом)